# Lisa Vanderpump
Lisa Jane Vanderpump (Dulwich, Londres; 15 de septiembre de 1960) es una empresaria, autora, actriz y personalidad de televisión británica. Ella es conocida por sus apariciones en The Real Housewives of Beverly Hills de Bravo, Vanderpump Rules y Dancing with the Stars de ABC. Vanderpump y su esposo, Ken Todd, han sido propietarios de 26 restaurantes, bares y clubes en Londres y Los Ángeles, incluyendo The Shadow Lounge, Bar Soho, SUR, Pump y Villa Blanca.

## Primeros años
Lisa Vanderpump nació y creció en Londres, Inglaterra. Fue estudiante de teatro a tiempo completo a la edad de nueve años.

## Carrera

### Entretenimiento
Vanderpump protagonizó numerosos programas de televisión y películas como una niña. Hizo su debut cinematográfico en el drama de 1973 Un Toque de Distinción,  interpretando a la hija de Vicky Allessio interpretada por Glenda Jackson, y también apareció en la película de terror de culto Killer's Moon (1978). Durante los años 70, 80 y 90, Vanderpump tuvo pequeños papeles en varios programas de televisión episódicos. Apareció en la serie de televisión Silk Stalkings y como Margo Curtis en Baywatch Nights.
Vanderpump fue destacada en los vídeos musicales de los años 80 «Poison Arrow» y «Mantrap» de la banda ABC y también «(What) In The Name of Love» por el dúo Naked Eyes. Ella fue presentada en el vídeo musical de Lady Gaga para «G.U.Y.» en marzo de 2014.
Vanderpump debutó en The Real Housewives of Beverly Hills de Bravo en 2010 y es un miembro original del elenco. En 2011, fue parte de la cobertura de CNN de la boda real entre Guillermo de Cambridge y Catherine Middleton.  En 2013, fue presentada en un spin-off del programa, Vanderpump Rules, que se centra en el personal del restaurante en West Hollywood.  
En febrero de ese año, Vanderpump fue anunciado como una de las celebridades que competirían en la temporada 16 de Dancing with the Stars. Ella fue emparejada con el bailarín profesional Gleb Savchenko. Fueron la segunda pareja eliminada de la competencia, quedando en décimo puesto.

### Negocios
Antes de mudarse a los Estados Unidos, Vanderpump diseñó 26 de los bares y restaurantes con sede en Londres que co-poseía con su esposo.  En el año 2001 se asocia con el actor argentino Guillermo Zapata para abrir "Sur Restaurant & Lounge" en West Hollywood.  Actualmente posee otro nuevo restaurante "Villa Blanca" en Beverly Hills. En agosto de 2013, los empresarios Ryan Allen Carrillo y Andrew Gruver presentaron una demanda en la Corte Superior de Los Ángeles, nombrando a Vanderpump y su esposo como acusados y alegando incumplimiento de deber fiduciario, fraude constructivo, incumplimiento de contrato y falsedad y engaño, según documentos judiciales Obtenidos por RadarOnline.com. Carrillo y Gruver afirman que la pareja «injustamente arrebató el lugar de West Hollywood», donde pretendían abrir un bar de deportes gay llamado Bar Varsity.
Vanderpump fue autora de Simply Divine: A Guide to Easy, Elegant, and Affordable Entertaining en 2011. Ella es una escritora y editora mensual contribuyente para la revista Beverly Hills Lifestyle. Vanderpump lanzó una línea de artículos para el hogar llamada The Vanderpump Beverly Hills Collection de Pop Culture Promotions el 6 de noviembre de 2014.
En 2015, Lisa Vanderpump (junto con su esposo y Pomeranian, "Giggy") lanzó una línea de accesorios para mascotas de lujo, Vanderpump Pets. La marca ofrece una línea inclusiva de correas, collares, juguetes y cuencos para perros, teniendo en cuenta un estilo de alta costura. Para mantenerse al día con el trabajo filantrópico de Ken y Lisa, un porcentaje de cada correa y collar comprado es donado a su Vanderpump Dog Foundation.
En octubre de 2016, Vanderpump lanzó su propia línea de emojis, titulada Vandermojis. La colección, diseñada por Vanderpump, incluye GIFs, spegatinas y mensajes de audio.
En marzo de 2017, Vanderpump fue nombrada editora en jefe de «Beverly Hills Lifestyle Magazine».

## Filantropía
Junto con su esposo, apoya Keep Memory Alive, fundada por Larry Ruvo de Nevada. La organización se estableció para sensibilizar a diversos trastornos neurológicos, como la esclerosis lateral amiotrófica (ALS), la enfermedad de Alzheimer, la enfermedad de Huntington y la enfermedad de Parkinson.
Vanderpump fue galardonado con el Premio al Liderazgo Aliado de Igualdad California, una organización de derechos LGBT, en 2015.
En octubre de 2015, Vanderpump organizó marcha de protesta contra el Festival de Yulin. La marcha fue desde el Parque MacArthur al Consulado General de China en Los Ángeles. Vanderpump ha creado desde entonces la Vanderpump Dog Foundation para apoyar más lejos este movimiento para terminar la tortura de perros. La fundación de Lisa es responsable de realizar grandes eventos en el área de Los Ángeles, incluyendo la marcha de protesta contra el Festival de Yulin,  donde cientos de simpatizantes marcharon contre el Consulado Chino. La Vanderpump Dog Foundation también organizó su primer evento del Día Mundial del Perro, que generó una multitud de 4.000 personas y 2.500 perros.

## Vida personal
Vanderpump había residido en Londres y Cheltenham antes de trasladarse a Mónaco. Más tarde, Vanderpump, junto con su esposo e hijos, se trasladó a Beverly Hills, California, donde habían vivido unos años antes. Vanderpump y Todd poseen una casa en Montecito, California. En 1982, se casó con Ken Todd seis semanas después de conocerlo; ella tenía 21 años, mientras que él tenía 36 años. Tienen dos hijos juntos, su hija Pandora (nacida en 1986) y su hijo adoptivo Max (nacido el 7 de diciembre de 1991). El promotor inmobiliario de Londres, Warren Todd, es hijo de Ken e hijastro de Lisa.
En 2014 Vanderpump fue honrada con una Estrella de Palma de Oro en el Palm Springs Walk of Stars.

## Filmografía

### Cine y televisión

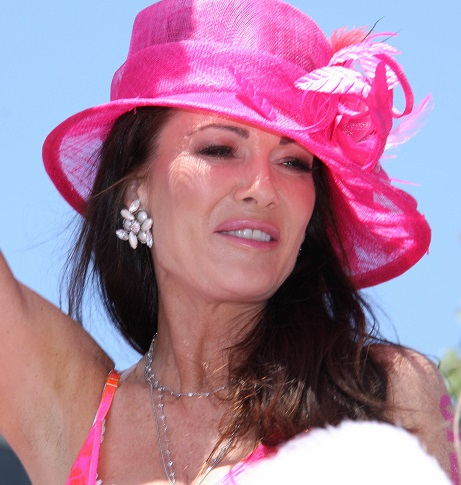
Vanderpump en la Marcha del Orgullo de West Hollywood en 2013

| Año  | Programa                      | Papel              | Notas                                       |
| ---- | ----------------------------- | ------------------ | ------------------------------------------- |
| 1973 | Un Toque de Distinción        | Julia Allessio     |                                             |
| 1976 | Katy                          | Mary               | 2 episodios                                 |
| 1978 | Killer's Moon                 | Anne               |                                             |
| 1979 | Kids                          | Lucille Wyatt      | 4 episodios                                 |
| 1980 | The Wildcats of St. Trinian's | Ursula             | Pequeño papel                               |
| 1980 | Leap in the Dark              | Jackie             | 1 episode, «Jack Be Nimble»                 |
| 1981 | Sunday Night Thriller         | Joven Eliane Label | 1 episodio, «I Thought They Died Years Ago» |
| 1982 | Something in Disguise         | Sandra Mount       | 2 episodios                                 |
| 1983 | ABC Mantrap                   | Samantha           | Papel principal                             |
| 1990 | Absolutely ABC                | Samantha           | 1 episode, «Poison Arrow»                   |
| 1993 | Silk Stalkings                | Coleen Osgood      | 1 episodio, «Team Spirit»                   |
| 1995 | Separate Lives                | Heidi Porter       | Pequeña película                            |
| 1995 | Baywatch Nights               | Margo Curtis       | 1 episodio, «Just a Gigolo»                 |

### Como ella misma
| Año           | Programa                             | Notas                      |
| ------------- | ------------------------------------ | -------------------------- |
| 2010–2019     | The Real Housewives of Beverly Hills | 138 episodios              |
| 2010          | Top Chef: Just Desserts              | 1 episodio                 |
| 2012          | 2012 Hero Dog Awards                 | Especial de televisión     |
| 2013–presente | Vanderpump Rules                     | 72 episodios               |
| 2013          | Dancing with the Stars               | Temporada 16; 4 episodios  |
| 2014          | Kitten Bowl                          | Especial de televisión     |
| 2014          | «G.U.Y. - An ARTPOP Film»            | Vídeo musical de Lady Gaga |
| 2016          | Almost Royal                         | 1 episodio                 |

## Trabajos publicados
- Vanderpump, Lisa (2011). Simply Divine: A Guide to Easy, Elegant, and Affordable Entertaining. Running Press. ISBN 978-0762449231.